# Hiéroglyphe égyptien I3
Le hiéroglyphe égyptien I3 (crocodile) est classifié dans la section I « Amphibiens, reptiles, etc. » de la liste de Gardiner ; il y est noté I3. 

## Représentation
Il représente un crocodile du Nil (Crocodylus niloticus).
Il est translittéré msḥ, mzḥ, Ḫnty ou jt.

## Utilisation
| m | z · H | I3 |

| m | z · H | I3 |

| W17 | n · t · y | I3 | G7 |

| W17 | n · t · y | I3 | G7 |

| W17 | n · t · y | I3 | G7 |

| W17 | n · t · y | I3 | G7 |

| a · X | m | I3 |

| a · X | m | I3 |

désignant un crocodile.
| I3 · I3 | G7 |

| I3 · I3 | G7 |

| I5 |

| I5 |

| I5A |

| I5A |

## Exemples de mots
| s | k · n | I3 |

| s | k · n | I3 |

| A | d · I3 |

| A | d · I3 |

| d · p | i | i | I3 |

| d · p | i | i | I3 |